# Metalium
Metalium war eine in den 2000er Jahren aktive Power-Metal-Band aus Hamburg.

## Geschichte
Die Band wurde im August 1998 von Lars Ratz (E-Bass und Produzent) gegründet. Zur ersten Besetzung gehörten neben Lars Ratz, Matthias Lange (Gitarre), Henning Basse (Gesang), Chris Caffery (Gitarre) und Mike Terrana (Schlagzeug). Metaliums Debüt-CD „Millennium Metal - Chapter One“ erreichte auf Anhieb die deutschen Media Control Top 100 Charts und markierte europaweit das erfolgreichste Heavy-Metal-Debüt des Jahres 1999.
Auf den ersten vier veröffentlichten Alben erzählt die Band eine fortlaufende Geschichte um die Helden Metalian und Metaliana. Auf diese Weise stellt jedes Album ein Konzeptalbum und ein Kapitel (Chapter) der Geschichte dar. Auf den späteren Alben widmet man sich realistischen Themen.
Die Band um Bassist und Produzent Lars Ratz hat sich 13 Jahre lang vor allem durch ihre Beständigkeit hervorgehoben. Die internationale Presse schrieb „Wo Metalium drauf steht, ist Metalium drin“. „Kapitän“ Lars Ratz kümmert sich nicht um Modetrends und dirigiert sein Schiff stets in den musikalischen Gewässern, wo er die Stärken der Band sieht und erntet so weltweit Lobeshymnen von der internationalen Presse für deren kompromisslose Konstanz. Nach einigen Besetzungswechseln während der ersten beiden Produktionen stabilisierte sich das Line-Up ab der dritten Produktion „Hero Nation - Chapter Three“. Metalium findet mit dem Neuzugang Michael Ehré am Schlagzeug nicht nur einen extrem soliden Drummer, sondern darüber hinaus einen kompetenten Songwriter der sich mit Lars Ratz’ Songwriter-Stil über zehn Jahre harmonisch ergänzt bis zur Auflösung der Band im Jahre 2011.
Metalium hatte zu ihrer aktiven Zeit Fanclubs (genannt „Metalian Forces“) in 19 Ländern und tourte live durch Europa und Japan.
Die Band arbeitete auf den Alben für einzelne Songs immer wieder mit bekannten Gastmusikern zusammen, die meist Lars Ratz’ Helden seiner Jugend waren. Somit hört man an den Keyboards Ken Hensley (ex-Uriah Heep) und Don Airey (Deep Purple, ex-Whitesnake sowie ex-Ozzy Osbourne). Als Duett-Partner bei „Infinite Love“ gesellte sich an die Seite von Henning Basse die 4-Oktaven-Stimme der deutschen Musical-Größe Carolin Fortenbacher und auch Lars Ratz’ alte Weggefährtin Jutta Weinhold aus gemeinsamen Velvet-Viper-Zeiten greift bei der zweiten Metalium-Produktion im Jahre 2000 zum Mikrofon.
Am 13. September 2010 gab die Band auf ihrer Homepage die Auflösung bekannt und bedankte sich abschließend bei ihren Fans für ihre 13-jährige Treue.
Lars Ratz (bürgerlich Lars Ranzenberger), der mittlerweile auf der spanischen Baleareninsel Mallorca wohnte und dort eine Firma für Beleuchtungstechnik betrieb, gründete mit dem Metalium-Gitarristen Tolo Grimalt und der argentinischen Sängerin Alejandra Burgos die Band Rockaloca, die 2011 in Fyre! umbenannt wurde. Am 18. April 2021 starb Lars auf Mallorca bei einem Absturz seines Ultraleichtfliegers.
Michael Ehré gründete die Band Love Might Kill und stieg zudem 2012 bei der Metalband „Gamma Ray“ als festes Mitglied ein.

## Diskografie
- 1999: Millennium Metal – Chapter One
- 2000: State of Triumph – Chapter Two
- 2001: Metalian Attack – Part I (DVD)
- 2002: Hero Nation – Chapter Three
- 2004: As One – Chapter Four
- 2005: Demons of Insanity – Chapter Five
- 2006: Metalian Attack – Part II (DVD)
- 2007: Nothing to Undo – Chapter Six
- 2008: Incubus – Chapter Seven
- 2009: Grounded – Chapter Eight